# Красная Воля (Днепропетровская область)
Красная Воля (укр. Красна Воля) — село,
Ивашиновский сельский совет,
Пятихатский район,
Днепропетровская область,
Украина.
Код КОАТУУ — 1224581805. Население по переписи 2001 года составляло 101 человек.

## Географическое положение
Село Красная Воля находится на расстоянии в 0,5 км от посёлка Вершинное, в 1-м км от посёлка Мирное и в 4-х км от города Пятихатки.
По селу протекает пересыхающий ручей с запрудой.
Рядом проходит железная дорога, станция Жёлтые Воды 1 в 1-м км.